# 利勒島
54°54′37″N 11°29′03″E / 54.910364°N 11.484220°E
利勒島（丹麥語：Lilleø），是丹麥的島嶼，位於波羅的海，長2.1公里、寬0.7公里，面積0.86平方公里，最高點海拔高度4米，2018年有6名居民，人口密度每平方公里7人。